# Franz Exner

Franz Exner

Franz Exner (* 9. August 1881 in Wien; † 1. Oktober 1947 in München) war ein österreichisch-deutscher Kriminologe und Strafrechtler. Er zählte neben Edmund Mezger, Hans von Hentig und Gustav Aschaffenburg während der Weimarer Republik und zur Zeit des Nationalsozialismus zu den maßgeblichen Vertretern der deutschsprachigen Kriminologie. Zur Zeit der Weimarer Republik erbrachte Exner Pionierleistungen im Bereich der deutschsprachigen Kriminalsoziologie, indem er das Forschungsfeld der Kriminologie von der bloßen Beschäftigung mit dem Täter auf die empirische Untersuchung der Institutionen und Personen des Kriminaljustizsystems und auf die Untersuchung der in der Gesellschaft verbreiteten Vorstellungen von Kriminalität ausdehnte. Umstritten sind hingegen bis heute das Ausmaß seiner Annäherungen an die NS-Ideologie und das Ausmaß seiner Verstrickungen innerhalb der Kriminalbiologie zur Zeit des Nationalsozialismus. Mit einem Gutachten war Exner 1943 unter anderem an der Vorbereitung des sogenannten Gemeinschaftsfremdengesetzes beteiligt, auch wenn der Umfang seiner Beteiligung nach wie ein Gegenstand wissenschaftlicher Kontroversen ist.

## Leben

### Kindheit und Jugend, Privatleben
Exner stammte aus einer Gelehrtenfamilie. Seinen Vater Adolf Exner, Rechtsprofessor (1841–1894), und dessen Schwester Marie Exner (Mutter des Zoologen und Nobelpreisträgers Karl von Frisch) verband eine tiefe Freundschaft mit Gottfried Keller. Sein Großvater Franz Serafin Exner, Philosophieprofessor in Wien, war ein bedeutender österreichischer Schulreformer.
Nachdem er in seinen ersten vier Schuljahren privat unterrichtet worden war, besuchte Exner das Schottengymnasium in Wien, das er im Jahre 1900 mit der Matura abschloss. Nach einem freiwilligen Jahr beim österreich-ungarischen Militär studierte Exner in Wien und Heidelberg Rechtswissenschaften. Er beendete sein Studium nach den damals in Österreich üblichen drei Staatsprüfungen im Jahre 1906 mit der dritten (der sogenannten staatswissenschaftlichen Staatsprüfung) und, noch im gleichen Jahr, mit der Promotion zum Dr. jur. Hieran schloss sich direkt Franz Exners Referendarzeit an, in der er als Anwärter auf das Richteramt in Wien erste praktische Erfahrungen sammeln konnte. Noch während des Referendariats ließ er sich von diesem für einen einjährigen Studienaufenthalt (1907–1908) zwecks wissenschaftlicher Arbeit am Kriminalistischen Seminar des Strafrechtsreformers Franz von Liszt an der Berliner Universität beurlauben.
1910 heiratete Franz Exner Marianne Freiin von Wieser, die Tochter eines österreichischen Professors und Handelsministers. Zwei Kinder, Adolf (1911–1941) und Nora (verh. von Braun, geb. 1914) erreichten das Erwachsenenalter, eine dritte Tochter starb als Kleinkind. Marianne Exner litt unter Depressionen und nahm sich 1920 in Wien das Leben. Der Tod seiner Ehefrau und der Mutter der gemeinsamen Kinder traf Franz Exner schwer; er heiratete nicht wieder.
Unmittelbar nach Ausbruch des Ersten Weltkrieges, am 2. August 1914 wurde Franz Exner als Leutnant der Reserve zu seinem in Friedenszeiten in Salzburg kantonierenden Regiment eingezogen und war an der Dolomitenfront stationiert, wo er an mehreren schweren Gefechten des Gebirgskrieges 1915–1918 teilnahm und mehrfach ausgezeichnet wurde. Ende 1916 wurde Exner zum Einsatz in der Heimat mit dem Rang eines Oberleutnants freigestellt. Die Kriegserlebnisse prägten ihn entscheidend und beeinflussten wiederholt auch seinen weiteren Lebenslauf.

### Berufliche Laufbahn
Exner wurde 1910 Privatdozent in Wien und hatte anschließend Professuren in Czernowitz (1912), Prag (1916), Tübingen (1919) und Leipzig (1921) inne. Am 1. April 1933 folgte er einem Ruf als Professor für Strafrecht, Strafprozessrecht und Kriminologie an die Ludwig-Maximilians-Universität München.
In Exners erstem Münchner Semester stellte sich heraus, dass Franz Exner als „jüdischer Mischling zweiten Grades“ den nach dem Berufsbeamtengesetz vom 7. April 1933 geforderten „Ariernachweis“ nicht erbringen konnte. Als sogenannter „Frontkämpfer“ des Ersten Weltkrieges blieb Exner ungeachtet der beanstandeten Großmutter einstweilen im Amt. Exner wurde daraufhin Mitglied des an die Stelle der bisherigen berufsständischen Vereine getretenen Bundes nationalsozialistischer deutscher Juristen (ab 1936: NS-Rechtswahrerbund) und wurde auch weiter politisch nicht nachteilig aktenkundig; lediglich sein distanziertes Verhältnis zum Nationalsozialismus wurde in den Personalakten ebenso wie die „jüdische Abstammung“ vermerkt. Sein Verbleib im Lehrbetrieb blieb dennoch gefährdet, da bis Kriegsende wiederholt die Maßstäbe verschärft und bislang geduldete sogenannte jüdische Mischlinge entlassen wurden. Im März 1941 überstand Franz Exner eine solche Nachüberprüfung, wurde allerdings kurz darauf aus dem Verwaltungsrat der Universität entlassen. Da Exner niemals der NSDAP angehört hatte, behielt er seine Münchner Professur im Gegensatz zu vielen seiner akademischen Kollegen auch im Zuge der nach dem 8. Mai 1945 stattfindenden „Entnazifizierung“, in deren Verlauf er als politisch „unbelastet“ eingestuft wurde. Als er 1947 starb, war er somit einer der wenigen namhaften Kriminologen, die unter vier verschiedenen politischen Systemen geforscht und gelehrt hatten – von der österreichischen Donaumonarchie über die Weimarer Republik und das „Dritte Reich“ bis hin zur Zeit der alliierten Besatzung.
Erwähnenswert sind weiterhin Exners Kontakte zur amerikanischen Kriminologie, insbesondere zu Edwin H. Sutherland, mit dem er seit Ende der zwanziger Jahre eine briefliche Korrespondenz pflegte. Exner unternahm während des Sommersemesters 1934 eine mehrmonatige Studienreise in die USA und traf dort unter anderem mit Sutherland, Thorsten Sellin und Ernest W. Burgess persönlich zusammen. Seine Erfahrungen bezüglich des US-amerikanischen Strafvollzugswesens und der dortigen kriminologischen Forschung verarbeitete er sodann literarisch in seinem Kriminalistischen Bericht über eine Reise nach Amerika (1935 in zwei Teilen in der Zeitschrift für die gesamte Strafrechtswissenschaft, ZSTW, veröffentlicht).
Franz Exner war seit 1911 Mitglied der österreichischen Landesgruppe der Internationalen Kriminalistischen Vereinigung (IKV). Exner war Herausgeber der Kriminalistischen Abhandlungen (1926–1941) und seit 1936 – zusammen mit dem Juristen Rudolf Sieverts sowie den Medizinern Johannes Lange, Hans Reiter und Hans Bürger-Prinz – Mitherausgeber der Monatsschrift für Kriminalpsychologie und Strafrechtsreform (ab 1937 Monatsschrift für Kriminalbiologie und Strafrechtsreform). 1937 war Exner dritter Vorsitzender der „Kriminalbiologischen Gesellschaft“, einer die interdisziplinäre Zusammenarbeit der akademischen Kriminalwissenschaft, der kriminalbiologischen Untersuchungspraxis und administrativen Behörden forcierenden Organisation. 1945/46 verteidigte er in den Nürnberger Prozessen zusammen mit Hermann Jahrreiß den als Hauptkriegsverbrecher angeklagten Generaloberst Alfred Jodl, Mitglied des Generalstabs und des Oberkommandos der Wehrmacht.

## Werk

### Überblick
Franz Exners kriminalwissenschaftliches Werk steht in der Tradition seiner beiden akademischen Strafrechtslehrer: der „modernen“ oder „soziologischen“ Strafrechtsschule Franz von Liszts und des schweizerischen Strafrechtlers und Kriminalpolitikers Carl Stooß, deren Ideen Exner eigenständig fortbildete. Nachdem er sich im Jahr 1909 bei Carl Stooß in Wien durch eine strafrechtsdogmatisch-rechtsphilosophische Arbeit über „das Wesen der Fahrlässigkeit“ habilitiert hatte, widmete er sich in der Folgezeit hauptsächlich kriminalpolitischen und kriminologischen Themen.
Exner setzte sich für eine Fortführung der von Franz von Liszt und Carl Stooß inspirierten Strafrechtsreform ein. Im Gegensatz zu von Liszt, der für das Konzept einer „präventiven Schutzstrafe“ – und somit ein einspuriges Kriminalstrafsystem – eintrat, schlug Exner jedoch – insoweit an Ideen von Carl Stooß anknüpfend – eine Zweispurigkeit des Kriminaljustizsystems vor: Dem System der repressiven Strafen sei ein eigenständiges System von spezialpräventiven „Sicherungsmitteln“ gegenüberzustellen. Insoweit war Exner ein Vordenker des heute geltenden Strafrechts, das auf ebendieser Unterscheidung zwischen „Strafen“ und „Maßnahmen“ (von Exner als „Sicherungsmittel“ bezeichnet) aufbaut.
Als Kriminologe betrachtete Exner Kriminalität sowohl auf der Makroebene als gesamtgesellschaftliches Phänomen („das Verbrechen im Leben der Gesellschaft“, bzw. ab 1939: „im Leben der Volksgemeinschaft“) als auch auf der Mikroebene als Persönlichkeitsäußerung des individuellen Täters. Die jeweilige Tat war für Exner sodann ein auf komplexe Weise aus Anlage- und Umweltfaktoren resultierendes Produkt: Was aus der „Anlage“ eines Menschen werde, hänge einerseits von der ihn umgebenden „Umwelt“ ab, andererseits seien Art und Wirkungsweise der jeweiligen „Umwelt“ auch wiederum als von der „Anlage“ beeinflusst zu denken. Hierbei betonte Exner während der Weimarer Republik zunächst entschieden die Vorrangigkeit sozialer Ursachen für die Entstehung von Kriminalität. Später rückten die „Anlagefaktoren“ deutlich stärker in den Vordergrund, verdrängten Exners Annahme, die Kriminalität werde in vielerlei Hinsicht auch durch soziale Ursachen mit bewirkt, jedoch niemals vollständig.

### Exner als Kriminalsoziologe
Für die Zeit der Weimarer Republik wird Franz Exner als wichtigster Vertreter der sich zu entwickeln beginnenden deutschsprachigen Kriminalsoziologie angesehen. Im größeren Umfang beschäftigte sich Exner erstmals 1919 (Gesellschaftliche und staatliche Strafjustiz) mit soziologischen Fragestellungen. Es folgten die umfangreiche Abhandlung „Krieg und Kriminalität“ (1926) sowie kritische Untersuchungen über die präventiven Wirkungen der Todesstrafe (Mord und Todesstrafe in Sachsen, 1929) und zur empirischen Justizforschung (Studien über die Strafzumessungspraxis der deutschen Gerichte, 1931). Eine Zusammenfassung und begriffliche Fixierung der Kriminalsoziologie erfolgte sodann in seinem um 1932/33 herum verfassten Artikel „Kriminalsoziologie“, der 1936 im zweiten Band des von Alexander Elster und Heinrich Lingemann herausgegebenen Handwörterbuchs der Kriminologie erschien. Exner fasste den Begriff der „Kriminalsoziologie“ in dieser letztgenannten Schrift für die damalige Zeit – so das Urteil des Historikers Richard Wetzell – überraschend weit. Er stellte der „Kriminalsoziologie im engeren Sinne“ eine „Kriminalsoziologie im weiteren Sinne“ gegenüber.

#### Exners enges Verständnis der Kriminalsoziologie
Bereits Exners Definition der „Kriminalsoziologie im engeren Sinne“ kann für die damalige Zeit als durchaus innovativ angesehen werden: Er betrachtete die Kriminalsoziologie als eine wertfreie Tatsachenwissenschaft. Ihre Aufgabe sei es, das Verbrechen als eine gesellschaftliche Erscheinung zu beschreiben und in seiner gesellschaftlichen Bedingtheit zu erklären. Diese Herangehensweise entsprach zwar dem Paradigma einer ätiologischen (verursachungsgemäßen) Kriminologie. Vor Franz Exner hatte jedoch noch kein deutschsprachiger Kriminologe eine ähnliche, sich rein auf die gesellschaftlichen Ursachen der Kriminalität beziehende Definition der Kriminalsoziologie dargelegt. Franz von Liszt beispielsweise, der das Verbrechen ebenfalls bereits als eine „gesellschaftliche Erscheinung“ bezeichnete, hatte unter Kriminalsoziologie noch eine Art Oberdisziplin unter Einschluss der Kriminalanthropologie verstanden. Auch die Wertfreiheit der Disziplin war keineswegs unumstritten. So betrachtete es zeitgleich Wilhelm Sauer – ebenso wie Franz Exner Strafrechtler und Kriminologe – als die Aufgabe der Kriminalsoziologie, zu einer Ethisierung des Strafrechts beizutragen; sie (die KS) sei eine „nicht für, sondern gegen den Verbrecher“ eintretende, mithin ausdrücklich nicht wertfreie, Wissenschaft.

#### Exners weites Verständnis der Kriminalsoziologie
Endgültig über den durch Franz von Liszt gezogenen Rahmen hinaus begab sich Exner sodann mit der „Kriminalsoziologie im weiteren Sinne“. Intendiert war damit eine teilweise Abwendung des kriminalsoziologischen Untersuchungsprogramms vom „Täter“ und der „Tat“ hin zu einer Beschäftigung mit den gesellschaftlichen und staatlichen Bezügen des Phänomens Kriminalität. Die Instanzen der sozialen Kontrolle und „die Gesellschaft“ sollten gleichberechtigt mit dem Handeln „der Kriminellen“ als kriminologische Forschungsobjekte analysiert werden. Diese (geplante) Erweiterung des kriminologischen Objektbereichs war zum damaligen Zeitpunkt im deutschsprachigen Raum einmalig.
Der „Soziologie der Verbrechensverfolgung“ fiel hierbei die Aufgabe einer empirischen Erforschung des Kriminaljustizsystems und der in ihm tätigen Personen (Richter, Staatsanwälte usw.) zu. Seine Studie über die Strafzumessungspraxis der deutschen Gerichte (1931) muss in diesem Zusammenhang als ein früher Beitrag zur kriminologischen Justizforschung angesehen werden. Aufgrund einer Analyse justizstatistischen Materials der Jahre 1880 bis 1927 stellte Exner in dieser Studie für den Untersuchungszeitraum beträchtliche Veränderungen der verhängten Strafen und ein Auseinanderklaffen des gesetzlichen und des richterlichen Strafmaßes fest. Die Unterschiede zwischen gesetzlicher und richterlicher Beurteilungsweise führte Exner darauf zurück, dass die richterliche Betrachtung im Gegensatz zur gesetzlichen moralisierend im Sinne einer Ethik des „alltäglichen Lebens sei“. Anknüpfend an eine Ausdrucksweise Max Webers resümierte Exner, das richterliche Handeln sei im Wesentlichen „traditional, nicht rational“. Darüber hinaus sollte eine „Soziologie der Verbrechensauffassung“ herausarbeiten, wie die „Gesellschaft“ das Verbrechen beurteile und auf kriminelle Handlungen reagiere, um diese Betrachtungsweise der staatlichen Herangehensweise wissenschaftlich gegenüberstellen zu können. Exner hatte dies in ersten Ansätzen bereits in seinem Aufsatz Gesellschaftliche und Staatliche Strafjustiz aus dem Jahre 1919 getan. Er war damals zu dem Ergebnis gekommen, dass sich die gesellschaftliche und die staatliche Beurteilung bestimmter Verbrechen (vor allem, aber nicht nur im Hinblick auf politische Delikte und Fahrlässigkeitstaten) teilweise erheblich voneinander unterschieden. Im Gegensatz zum Staat tendiere „die Gesellschaft“ zu einer moralisierenden Vergeltungsjustiz. Sie achte viel mehr auf – für den staatlichen Strafanspruch mehr oder weniger gleichgültige – Details der inneren Einstellung zur Tat und stehe den politischen Verbrechern sogar teilweise wohlwollend gegenüber.
Indem Exner der Kriminalsoziologie bereits Anfang der dreißiger Jahre ein solch weites Forschungsgebiet eröffnete, nahm er Teilforderungen der sich im deutschsprachigen Raum erst in den 1960er Jahren formierenden „Kritischen Kriminologie“ und des Labelling Approach vorweg. Richard Wetzell zog daher den Schluss, dass Exner sich bereits damals der „teilweisen sozialen Konstruktion des Phänomens Kriminalität“ bewusst gewesen sein müsse. Dieser Auffassung ist jedoch entgegenzuhalten, dass Exner auch weiterhin an einer kriminalpolitisch praktischen Anwendung seiner Forschungsergebnisse interessiert blieb. Die Kriminalsoziologie blieb für Exner zeit seines Lebens eine – wenn auch weitgehend autonome – „Hilfswissenschaft des Strafrechts“. Kritische Absichten sind somit auch Exners „weitem Verständnis von Kriminalsoziologie“ nicht zu unterstellen.
Während der Herrschaft des Nationalsozialismus griff Exner auf die Fragestellungen der Kriminalsoziologie im weiteren Sinne zumindest in den Jahren nach 1936 nicht mehr zurück. Zunächst mahnte er noch 1935 an, wie wichtig es sei, sich ein Bild von „Herkunft, Alter, Prüfungserfolg, Arbeitsbelastung, finanzieller Lage der Richter und Staatsanwälte“ zu machen. Diese Aussage kann zwar, so Thorsten Kruwinnus in seiner Monographie zum Thema, einerseits als stärkste Einforderung Exners zugunsten einer kriminologischen „Justizforschung“ eingeordnet werden, gleichzeitig handele es sich jedoch um Exner letzte Bezugnahme auf diesen Themenkomplex überhaupt. Die entsprechenden Kapitel seines in erster Auflage 1939 erschienenen Hauptwerkes „Kriminalbiologie“ beschränkten sich sodann auf die ätiologischen Fragestellungen der „Kriminalsoziologie im engeren Sinne“. Zudem entdifferenzierte Exner seinen kriminalsoziologischen Ansatz, indem er den Terminus „gesellschaftliche Bedingtheit“ fallenließ und durch den unbestimmteren Ausdruck „umweltliche Bedingtheit“ ersetzte. Sämtliche innovatorischen Komponenten seiner Kriminalsoziologie gingen auf diese Weise wieder verloren.

### Exners methodologischer und rechtsphilosophischer Ansatz
Methodologisch orientierte sich Franz Exner sowohl am Südwestdeutschen Neukantianismus als auch an der neukantianisch beeinflussten Soziologie Max Webers.
Neukantianisch beeinflusst ist insbesondere Exners Bestehen auf einer fundamentalen Sein-Sollen-Dichotomie, der zufolge aus einem „Sein“ niemals ein „Sollen“ abgeleitet werden könne. Diese Grundthese Exners impliziert zugleich eine methodologische Eigenständigkeit der Kriminologie (Wissenschaft von dem, „was ist“) gegenüber der Strafrechtswissenschaft (Wissenschaft von dem, „was sein soll“). Ausdrücklich berief sich Exner in diesem Zusammenhang auf die Wissenschaftslehre des Neukantianers Heinrich Rickert: Als eine nach allgemeinen Gesetzmäßigkeiten strebende Wissenschaft sei die Kriminologie im Sinne Rickerts eine nomothetische (an naturwissenschaftlichen Erkenntnisprinzipien orientierte) Disziplin.
Explizit knüpfte Exner an die Wissenschaftslehre Max Webers an. Sein Ziel war es, dessen Methode einer verstehenden Soziologie auf die Kriminalsoziologie und -psychologie zu übertragen. Für die Erklärung eines Verbrechens genüge es nämlich nicht, Ursachenforschung im Sinne der Naturwissenschaft zu betreiben. Es gelte darüber hinaus, zu verstehen und verständlich zu machen: „Ich verstehe ein Verbrechen, wenn ich den Sinn erfasse, den die Tat im Zuge des Denkens, Fühlens und Wollens des Täters erfüllt, wenn ich die seelischen Zustände und Beweggründe, aus denen sie entsprungen ist, einfühlend erkenne.“ Man müsse hierbei „kein Betrüger sein, um einen Betrug zu verstehen“, schreibt Exner an gleicher Stelle, hierbei Webers Ausspruch paraphrasierend, man brauche nicht Caesar zu sein, um Caesar zu verstehen. Auch anderenorts lehnte sich Exner an verschiedene Gedanken Max Webers an, insbesondere auch an dessen Unterscheidung zwischen „traditionalem“ und „rationalem“ Handeln (in der Studie über die Strafzumessungspraxis der deutschen Gerichte, vgl. oben im Text). Die diesbezüglichen Bemühungen Exners blieben jedoch auf halbem Wege stecken. Ganze Bereiche der „verstehenden Soziologie“, so insbesondere die für diese grundlegende idealtypische Betrachtungsweise, wurden von Exner überhaupt nicht rezipiert.
Mit seiner Bezugnahme auf neukantianische Grundthesen stand Exner zur Zeit des Nationalsozialismus im deutschsprachigen Raum nahezu alleine: Hans Kelsen, dessen „Reine Rechtslehre“ auf der Philosophie des Neukantianismus aufbaut, emigrierte in die USA. Gustav Radbruch, der ebenfalls eine neukantianische Rechtsphilosophie vertrat, hatte seinen Lehrstuhl bereits 1933 aus politischen Gründen verloren und befasste sich zwischen 1933 und 1945 offiziell nur noch mit politisch unverfänglichen Themen. Die Mehrheit der nationalsozialistischen Rechtstheoretiker (explizit insbesondere Hans Welzel, Karl Larenz und Georg Dahm) verwarfen die Philosophie des Neukantianismus mit der Begründung, dass das „Wesen der deutschen Volksgemeinschaft“ (also ihr „Sein“) mit ihrer Ordnung (also einem „Sollen“) verwachsen sei. Eine Trennung zwischen „Sein und Sollen“ war ihrer Ansicht nach daher als „undeutsch“ und künstlich abzulehnen.
Rechtsphilosophisch vertrat Exner einen utilitaristischen Ansatz. Eine seiner Kernthesen ist es, dass Gerechtigkeit und Zweckmäßigkeit grundsätzlich zusammenfallen. Jedoch macht er einen zeitlichen Unterschied zwischen den beiden Begriffen aus: Das, was jetzt als „gerecht“ angesehen werde, sei früher vielleicht einmal als „bloß zweckmäßig“ betrachtet worden. Insofern sei das, was heute als „gerecht“ gelte, das „Zweckmäßige“ von gestern. Sofern das Strafrecht auf moralische Vorstellungen zurückgreife, dürfe es dies ebenfalls niemals aus bloß moralischen Gründen, sondern aus „Zweckmäßigkeitserwägungen“ tun, da ein Strafrecht, das die moralischen Ansichten der Gesellschaft ignoriere, mangels gesellschaftlicher Akzeptanz nicht genügend „zweckmäßig“ sein könne. Insofern konsequent, vertrat Exner eine rein präventionistische (genauer: generalpräventive) Straftheorie und lehnte jeden begrifflichen Zusammenhang zwischen Strafe und Vergeltung ab. Diese straftheoretische Position, für die er spätestens seit 1912 eingetreten war, vertrat Exner unbeschadet aller politischen Systemwechsel durchgängig bis zum Ende seines Lebens.

### Exners Wirken im Nationalsozialismus

#### Allgemeines
In den Jahren nach 1933 ist ein Schwenk Exners weg von überwiegend kriminalsoziologischen hin zu zumindest auch kriminalanthropologisch-„rassisch“ begründeten Thesen festzustellen. Exners Argumentation zu Zeiten des „Dritten Reiches“ blendete soziologische Fragestellungen allerdings keineswegs vollständig aus. Er blieb stets darum bemüht, das Phänomen Kriminalität als ein Resultat anlage- und umweltbezogener Ursachen darzustellen. Zudem betonte er, dass selbst die seiner Ansicht nach „anlagebedingten“ Dispositionen zur Begehung von Verbrechen teilweise wiederum umweltbedingt seien – bezogen nämlich auf die Umwelteinflüsse, die für die vorherigen Generationen maßgeblich waren. Daher konnte Edmund Mezger in einer Rezension der ersten Auflage von Exners Hauptwerk – der „Kriminalbiologie“ – noch 1939 feststellen, dass Exners Lieblingsdisziplin offenbar die Kriminalsoziologie sei. Auffallend ist auch, dass die Kriminalbiologie in der Zeitschrift für die gesamte Strafrechtswissenschaft unter der Rubrik Kriminalsoziologie und nicht unter der ebenfalls vorhandenen Rubrik Kriminalbiologie rezensiert wurde. Bezüglich seines Verhaltens zu konkreten Fragen der nationalsozialistischen Kriminalpolitik wird Exner in der Sekundärliteratur durchweg Zurückhaltung attestiert. Er kritisierte unkritische Bezugnahmen auf das sogenannte „gesunde Volksempfinden“, das er auf eine empirische Grundlage gestellt sehen wollte. Er sprach sich für eine rationale Grundlage der Kriminalpolitik aus und kritisierte die rein „gefühlsmäßigen“ und betont irrationalen Richtungen der nationalsozialistischen Kriminalpolitik, wie sie beispielsweise von Georg Dahm, Friedrich Schaffstein und Roland Freisler vertreten wurden.
Dennoch stellte er nun häufiger kriminalsoziologische Aspekte zugunsten „rassisch“ bzw. individualgenetisch begründeter kriminalanthropologischer Begründungsmuster zurück, nachdem er noch in den zwanziger Jahren den überragenden Teil der Kriminalitätsentwicklung mit umweltlichen Milieuveränderungen begründet hatte. In seinem Aufsatz „Volkscharakter und Verbrechen“ (1938) führte er die von ihm so bezeichnete „Negerkriminalität“ zu Lasten gesellschaftlicher Ursprünge auf „rassische“ Ursachen zurück und wies Möglichkeiten, das Phänomen milieuorientiert zu deuten, als nicht genügend erklärungsmächtig zurück. Die Argumentation in den entsprechenden Kapiteln seines Hauptwerkes war etwas differenzierter, aber weitgehend identisch.

#### Kriminologisches Lehrbuch:Kriminalbiologie in ihren Grundzügen
Exners kriminologisches Lehrbuch Kriminalbiologie in ihren Grundzügen erschien 1939 in erster Auflage. Es handelte sich Richard Wetzell und Karl Peters zufolge um das bedeutendste deutschsprachige kriminologische Lehrbuch seit Gustav Aschaffenburgs Das Verbrechen und seine Bekämpfung, das zuletzt 1923 in einer dritten Auflage erschienen war. Die Kriminalbiologie fasste den damaligen Forschungsstand der Kriminologie zusammen und gliederte sich in die Teile „Anlage und Umwelt“, „Das Verbrechen im Leben der Volksgemeinschaft“, „Der Täter“, „Die Tat“ und „Angewandte Kriminalbiologie“. In einem einleitenden Kapitel bekräftigte Exner die bereits in früheren Veröffentlichungen (vgl. oben: Exners methodologischer und rechtsphilosophischer Ansatz) betonte wissenschaftliche Eigenständigkeit der Kriminologie gegenüber der Strafrechtswissenschaft. Auch räumte er ein bis heute bestehendes Kernproblem der Kriminologie ein: Die Schwierigkeiten, die sich für die an naturwissenschaftlichen Erkenntnisprinzipien angelehnte Disziplin der Kriminologie aus dem sich wandelnden Verbrechensbegriff (Exners Beispiel: Die Straflosigkeit bzw. Strafbarkeit der Homosexualität innerhalb verschiedener Rechtsordnungen) ergeben. Er erklärte die Schwierigkeiten jedoch für lösbar, da sich ein weitgehend beständiges Kernstrafrecht herausschälen lasse.
Bereits der zeitgenössische Rezensent Hans Walter Gruhle – ein Psychiater – kritisierte den Titel des Werkes. Exner habe sich bei der Wahl des Titels Kriminalbiologie von im Übrigen wissenschaftlich nicht begründeten Zeitströmungen leiten lassen. Der Titel „Kriminalbiologie“, den Exner für sein Hauptwerk gewählt hatte, ist auch insofern irreführend, als Exner keineswegs Kriminalbiologie und Kriminalanthropologie gleichsetzte. Er fasste den Begriff „Kriminalbiologie“ weit und verstand darunter die Gesamtheit kriminalsoziologischer, kriminalanthropologischer und kriminalpsychologischer Forschungen, mithin die Disziplin, die heute gemeinhin als Kriminologie bezeichnet wird. Er bezeichnete das Problem, ob der Anlage oder der Umwelt kriminalätiologisch der Vorrang gebühre, als sehr komplex und legte sich diesbezüglich weder in der einen, noch in der anderen Richtung fest.
Sämtliche Auflagen des Lehrbuchs, auch die posthum unter dem neuen Titel Kriminologie veröffentlichte dritte Auflage, enthielten rassistische Passagen. In den ersten beiden Ausgaben der „Kriminalbiologie“ von 1939 und 1944 führte er die „Kriminalität der Juden“ mehrfach auf ihr „unveränderbares Wesen“ zurück. Diese Passagen werden selbst von dem ansonsten den seiner Ansicht nach moderaten Charakter des Werkes betonenden Historiker Richard Wetzell als offen antisemitisch interpretiert. Auch sprach Exner – in allen Auflagen, auch der dritten von 1949 – von einer „Verwahrlosung der Zigeunerstämme“. Die Kriminalbiologie erschien 1949 posthum unter dem Titel Kriminologie in einer Fassung, die lediglich von den sich mit der „Kriminalität der Juden“ beschäftigenden Aussagen bereinigt war. Selbst in dieser Nachkriegsfassung bezog er sich noch explizit auf die rassistischen Forschungen Robert Ritters – dessen „erbgeschichtliche Untersuchungen“ den Nazis als Rechtfertigung dienten, „Zigeuner“ und „Zigeunermischlinge“ zu verfolgen und zu ermorden. So bezeichnete Exner die Jenischen noch in der posthum 1949 erschienen 3. Auflage seines Lehrbuchs als „herumirrende Taugenichtse und Vagabunden“, die „in ihrer Asozialität selbst bei Blutsvermischung ihren ‚Schlag‘ nicht zu verleugnen“ wüssten. Allerdings nahmen die rassistischen Passagen von ihrem Umfang her nur einen kleinen Teil des Werkes ein. Auch die Kapitel, die sich mit der kriminogenen „Anlage“ des Täters beschäftigten, bezogen sich neben den obigen Abschnitten überwiegend auf individualgenetische Faktoren, bei denen das Konzept der „Rasse“ keine Rolle spielte.

#### Exner und dasGemeinschaftsfremdengesetz
Im Jahre 1943 war Exner ebenso wie sein Münchner Fakultätskollege Edmund Mezger an den Vorbereitungen für das vom Reichsjustizministerium geplante „Gesetz über die Behandlung Gemeinschaftsfremder“ (häufig auch als Gemeinschaftsfremdengesetz bezeichnet) beteiligt. Dieses Gesetz sollte die bereits laufenden Auslieferungen an die SS (d. h. Einlieferungen in Konzentrationslager) von im Justizvollzug befindlichen Juden, Roma, Russen, Ukrainern, Polen und auch den nichtjüdischen Deutschen, die zu mehr als acht Jahren Zuchthaus verurteilt worden waren, nach dem so genannten Endsieg in Gesetzesform fassen. Exners Mitarbeit lässt sich anhand eines von März bis Juni 1943 datierenden Briefwechsels zwischen dem Ministerialrat im Reichsjustizministerium Otto Rietzsch und den beiden Professoren Edmund Mezger und Franz Exner rekonstruieren. Er kommentierte die Entwürfe in ihrer jeweils aktuellen Fassung, äußerte sich zu diesbezüglichen Vorschlägen Edmund Mezgers und brachte auch eigene Formulierungsvorschläge in den Gesetzvorbereitungsprozess mit ein. Der Strafrechtshistoriker Muñoz-Conde, der sich schwerpunktmäßig mit der Rolle Edmund Mezgers bei der Entstehung des Gesetzes beschäftigt hat, erhob in diesem Zusammenhang schwere Vorwürfe sowohl gegen Edmund Mezger als auch gegen Franz Exner. Diese seien gerade aufgrund ihrer wissenschaftlichen Reputation in der Lage gewesen, der in Gesetzesform gegossenen eugenischen Selektion von Menschen durch das „Gemeinschaftsfremdengesetz“ die akademisch-juristische Legitimation zu verleihen.
Eine neuere Studie bestreitet Exners Beteiligung an den Gesetzesentwürfen zwar nicht, betont aber, dass Exner – im Gegensatz zu Edmund Mezger – eine eher kritisch distanzierte Haltung bei den Gesetzesvorbereitungen eingenommen habe. Sein Briefwechsel mit dem Reichsjustizministerium dokumentiere, dass Exner – so Lorenz/Scheerer – „von der Ausdrucksweise her beflissen, in der Sache jedoch kritisch“ an der rechtsstaatlich bedenklichen Unbestimmtheit des geplanten Gesetzes Anstoß genommen habe. Exner habe sowohl die „bezüglich der Unbestimmtheit der Begriffe eröffneten Spielräume für Willkür“ als auch die Höhe der geplanten Sanktionen des Gesetzesentwurfes kritisiert. Die Autoren der Studie betonen besonders den ihrer Ansicht nach „erstaunlich scharfen Ton“ dieser Kritik. Sie stützen ihre Thesen erstmals auch auf eine – zunächst noch vorläufige – Auswertung des erst im Jahre 2004 entdeckten Nachlasses Franz Exners und auf eine genauere Analyse seiner brieflichen Korrespondenz mit dem Reichsjustizministerium. Auch Walter Fuchs resümiert in seiner 2008 veröffentlichten Monographie zum Thema, Exner habe sich in seinem Gutachten mutig und kritisch gegen fehlende rechtsstaatliche Sicherungen und gegen unscharfe Begriffe gewandt. Allerdings habe sich insgesamt gezeigt, dass auch eine relativ „normalwissenschaftliche“ Kriminologie wie diejenige Franz Exners für die Grundgedanken eines Gemeinschaftsfremdengesetzes anfällig gewesen sei. Als an der Verbrechensbekämpfung interessierter Kriminologe sei er offen für die Idee gewesen, einem harten Täterstrafrecht die Instrumente zur Klassifizierung und Typisierung von Menschen zur Verfügung zu stellen.
Trotz Exners Kritik an einigen Formulierungen der Entwürfe war der zuständige Ministerialrat Rietzsch mit dessen Mitarbeit am Gemeinschaftsfremdengesetz zufrieden. Ebenso wie Mezger habe auch Exner für die vom Reichsjustizminister abgesegnete Version des Gesetzesentwurfs wertvolle Anregungen geleistet. Daher wies Rietsch die Reichshauptkasse mit Schreiben vom 24. Mai 1943 an, sowohl an Edmund Mezger als auch an Franz Exner je 1000 Reichsmark als Aufwandsentschädigung für ihre Mitarbeit auszuzahlen. Im selben Brief bezeichnete er Mezger und Exner als „zurzeit unsere besten Kenner der Kriminalbiologie“. Der genaue Wortlaut der Textstelle lautet

„[…] Beide Herren, die zurzeit unsere besten Kenner der Kriminalbiologie sind und die auf diesem Gebiet maßgebende Werke geschrieben haben, haben sich mit dem Entwurf eingehend beschäftigt und wertvolle Anregungen für die Fassung gegeben, denen inzwischen die Sachbearbeiter der Polizei als auch auf Vortrag des Herr Minister zugestimmt haben. […]“

#### Beurteilung von Exners Beteiligung und methodischer Anpassung während des Nationalsozialismus
Die Rolle Exners im Nationalsozialismus wird in der Gesamtschau sehr unterschiedlich beurteilt. Als in den 1980er Jahren die Auseinandersetzung mit der Rolle der Kriminologie und einzelner Kriminologen im NS-Staat begann, wurde Exner der Vorwurf gemacht, den Titel seines Lehrbuchs – 1939 (1. Aufl.) und 1944 (2. Aufl.) Kriminalbiologie, 1949 (3. Aufl.) sodann Kriminologie – den politischen Großwetterlagen angepasst und die Disziplin der „Kriminologie“ bis zur Beliebigkeit an die jeweiligen Bedürfnisse der Strafrechtspflege angepasst zu haben. In diesem Zusammenhang wurde Exner auch vorgeworfen, seine wissenschaftliche Selbstkritik in der Nachkriegsauflage auf das Weglassen der rassistischen Passagen über die Kriminalität der Juden beschränkt zu haben.
Kritisch äußert sich auch Ina Pfennig. Zwar möge vor dem Hintergrund sozialpolitischer Forderungen anderer Kriminalbiologen die Figur Exner noch relativ harmlos anmuten – er habe versucht, den Zusammenhang zwischen Anlage, Umwelt und Persönlichkeit nicht ganz aus den Augen zu verlieren. Seine wissenschaftlichen Arbeiten belegten jedoch eine kontinuierliche Entwicklung von seinen anfangs strafrechtlich und kriminalsoziologisch orientierten Studien hin zu später völlig regimekonformen Aussagen in der „Kriminalbiologie“. Der direkte Gebrauch und Missbrauch der kriminologischen Theorien durch den NS-Staat konnte und durfte nicht verborgen bleiben.
Ganz anders fiel die Einschätzung Richard Wetzells aus. Exner habe stets Wert auf einen neutralen wissenschaftlichen Standpunkt gelegt und die kriminalätiologische Bedeutung der beiden Faktoren „Anlage“ und „Umwelt“ insgesamt ausgewogen beurteilt. Wie viele seiner Fachkollegen habe Exner daher auch zur Zeit des Nationalsozialismus – von den politischen Strömungen weitgehend unbeeinflusste – „Normalwissenschaft“ betrieben.
Wetzells These von der politisch eher harmlosen „Normalwissenschaft“ ist im Jahr 2006 sodann Imanuel Baumann entgegengetreten. Gerade die Ergebnisse eines methodisch streng wissenschaftlichen Vorgehens ohne „kruden biologischen Determinismus“ (Baumann) seien für die nationalsozialistische Kriminalpolitik von Interesse gewesen. Baumann kritisiert daher besonders Exners Mitgliedschaft in der „Kriminalbiologischen Gesellschaft“, die eine enge Zusammenarbeit zwischen Vertretern des „kriminalwissenschaftlichen Mainstreams“ – wie Franz Exner es gewesen sei –, des „Reichsgesundheitsamts“ und anderer administrativer Stellen angestrebt habe.

## Zitate Franz Exners
„Der Krieg war die denkbar stärkste Bestätigung dafür, welch überwiegenden Einfluß die äußeren Verhältnisse, die ökonomischen Bedingungen, kurz gesagt das Milieu auf die Verbrechensentwicklung hat, denn kriminalistisch betrachtet war der Krieg nichts anderes, als eine rasante Milieuverschiebung mit ebenso riesenhaften kriminellen Folgen. Wir erkennen daraus, daß die beste Kriminalpolitik stets eine gute Sozialpolitik sein wird.“

„Wenn das (Exner hatte zuvor auf seiner Ansicht nach „rassische“ Unterschiede der Bevölkerungen Nord- und Süditaliens verwiesen) richtig ist, erledigen sich damit wohl die früher betonten Beziehungen zum Klima. Es handelt sich eben um biologisch verschiedenartige Menschen mit sozial verschiedenartigem Verhalten.“

„So hat die Straffälligkeit der Juden einige sehr deutliche Wesensmerkmale, und die Frage kann nur sein: Sind sie auf die Rasseeigenheiten des Juden zurückzuführen? Es ist dies von manchen verneint worden […]. In der Tat stimmt das Gesamtbild der jüdischen Straffälligkeit ganz auffallend mit den Grundzügen des jüdischen Wesens überein. Wie die Juden sich in ihrem sozialen Verhalten mehr mit dem Kopf als mit der Hand betätigen, so ist es auch in ihrem antisozialen Verhalten. […] Für die Annahme einer rassisch bedingten Kriminalität der Juden spricht auch der Umstand, daß die Juden in anderen Ländern eine ähnliche Straffälligkeit zu zeigen scheinen.“

„Lombroso und seine Nachfolger sind […] zur Annahme eines anthropologischen Typus „Verbrecher“ gelangt. – Ein gut Teil dieser Beobachtungen hat einer Nachprüfung nicht standgehalten. […] Der Begriff des Verbrechens entstammt der Wertwelt des Menschen, sein Inhalt wechselt nach Völkern und Zeiten. Daher ist es schlechthin unmöglich, Allgemeingültiges über den Körperbau „des Verbrechers“ auszusagen. […] So sagt denn auch v. Rohden, daß ‚heutzutage so gut wie nichts von Lombrosos Verbrechermorphologie übrig geblieben ist‘.“

## Schriften
- Die Ehrbeleidigung durch falsche Anzeige. In: Fünf strafrechtliche Abhandlungen. Carl Stooß gewidmet. Wien 1907, S. 58–75.
- Das Wesen der Fahrlässigkeit. Leipzig und Wien 1910.
- Was ist Kriminalpolitik? In: Österreichische Zeitschrift für Strafrecht. 30, 1912, S. 275–282.
- Die Theorie der Sicherungsmittel. Berlin 1914.
- Die Kriminalpolitik des schweizerischen Strafgesetzentwurfes. In: Schweizerische Zeitschrift für Strafrecht. 30, 1917, S. 189–201.
- Gesellschaftliche und staatliche Strafjustiz. In: Zeitschrift für die gesamte Strafrechtswissenschaft. 40, 1919, S. 1–29.
- Über Gerechtigkeit im Strafmaß. Tübingen 1920.
- Die bessernden und sichernden Maßregeln im deutschen Entwurf von 1919 unter Mitberücksichtigung des schweizerischen Entwurfs von 1918. In: Schweizerische Zeitschrift für Strafrecht. 34, 1921, S. 183–198.
- Gerechtigkeit und Richteramt. Leipzig 1922.
- Die psychologische Einteilung der Verbrecher. In: Schweizerische Zeitschrift für Strafrecht. 38, 1925, S. 1–22.
- Krieg und Kriminalität. Leipzig 1926.
- Zur Praxis der Strafzumessung. In: Monatsschrift für Kriminalpsychologie und Strafrechtsreform. 17, 1926, S. 365–374.
- Krieg und Kriminalität in Österreich. Wien 1927.
- Der Vollzug der bessernden und sichernden Maßnahmen. In: Lothar Frede, Max Grünhut (Hrsg.): Reform des Strafvollzugs. Kritische Beiträge zu dem Amtlichen Entwurf eines Strafvollzugsgesetzes. Berlin, Leipzig 1927.
- Strafrecht und Moral. In: 44. Jahrbuch der Gefängnisgesellschaft der Provinz Sachsen und Anhalt. 1928, S. 19–44.
- Mord und Todesstrafe in Sachsen 1855–1927. In: Monatsschrift für Kriminalpsychologie und Strafrechtsreform. 20, 1929, S. 1–17.
- Das Borstal-System. In: Monatsschrift für Kriminalpsychologie und Strafrechtsreform. 21, 1930, S. 473–480.
- Referat: Die Bekämpfung des Berufsverbrechertums. In: Mitteilungen der Internationalen Kriminalistischen Vereinigung, Neue Folge. 5, 1931, S. 34–56.
- Zur klinischen Methode im kriminalwissenschaftlichen Unterricht. In: Monatsschrift für Kriminalpsychologie und Strafrechtsreform. 22, 1931, S. 613–616.
- Studien über die Strafzumessungspraxis der deutschen Gerichte. Leipzig 1931.
- Die Reichskriminalstatistik für 1930. In: Monatsschrift für Kriminalpsychologie und Strafrechtsreform. 24, 1933, S. 424–426.
- Development of the Administration of Criminal Justice in Germany. In: Journal of Criminal Law and Criminology. 24, 1933/1934, S. 248–259.
- Amerikanische Strafgesetzgebung gegen das Gewohnheitsverbrechertum. In: Monatsschrift für Kriminalpsychologie und Strafrechtsreform. 25, 1934, S. 436–440.
- Das System der sichernden und bessernden Maßnahmen nach dem Gesetz vom 24. November 1933. In: Zeitschrift für die gesamte Strafrechtswissenschaft. 53, 1934, S. 629–655.
- Richter, Staatsanwalt und Beschuldigter im Strafprozeß des neuen Staates. In: Zeitschrift für die gesamte Strafrechtswissenschaft. 54, 1935, S. 1–14.
- Kriminalistischer Bericht über eine Reise nach Amerika. In: Zeitschrift für die gesamte Strafrechtswissenschaft. 54, 1935, S. 345–393 und S. 511–543.
- Kriminalsoziologie. In: A. Elster, H. Lingemann: Handwörterbuch der Kriminologie. Band 2. Berlin, Leipzig 1936, S. 10–26.
- Aufgaben der Kriminologie im neuen Reich. In: Monatsschrift für Kriminalpsychologie und Strafrechtsreform. 27, 1936, S. 3–16.
- Bemerkungen zu Stumpfl: Erbanlage und Verbrechen. Kriminalistische Bemerkungen. In: Monatsschrift für Kriminalpsychologie und Strafrechtsreform. 27, 1936, S. 336–339.
- mit Johannes Lange: Die beiden Grundprobleme der Kriminologie. In: Monatsschrift für Kriminalpsychologie und Strafrechtsreform. 27, 1936, S. 353–374.
- Über Rückfall-Prognosen. In: Monatsschrift für Kriminalpsychologie und Strafrechtsreform. 27, 1936, S. 401–409.
- Die Prognose bei Rückfalls-Verbrechern. In: Mitteilungen der Kriminalbiologischen Gesellschaft. 5, 1937, S. 43–54.
- Bemerkungen zu dem vorstehenden Aufsatz von Dr. H. Trunk über „Soziale Prognosen an Strafgefangenen“. In: Monatsschrift für Kriminalbiologie und Strafrechtsreform. 28, 1937, S. 227–230.
- Die Reichskriminalstatistik von 1934 und die Entwicklung der Kriminalität seit der nationalen Revolution. In: Monatsschrift für Kriminalbiologie und Strafrechtsreform. 29, 1938, S. 336–343.
- Die mittellosen Wanderer vor den Strafgerichten. In: Bayerischer Landesverband für Wanderdienst, München (Hrsg.): Der nichtseßhafte Mensch. Ein Beitrag zur Neugestaltung der Raum- und Menschenordnung im Großdeutschen Reich. München 1938, S. 89–95.
- Volkscharakter und Verbrechen. In: Monatsschrift für Kriminalbiologie und Strafrechtsreform. 29, 1939, S. 404–421.
- Gutachten zum Thema: Organisation der Verbrechensvorbeugung in den verschiedenen Ländern. In: Römischer Kongreß für Kriminologie. Berlin 1939, S. 303–308.
- Kriminalbiologie. Hamburg 1939. 2. Auflage 1944. 3. Auflage: Kriminologie. Berlin 1949.
- Die Verordnung zum Schutz gegen jugendliche Schwerverbrecher. In: Zeitschrift für die gesamte Strafrechtswissenschaft. 60, 1941, S. 335–353.
- Wie erkennt man den gefährlichen Gewohnheitsverbrecher? In: Deutsche Justiz. 11, 1943, S. 377–379.
- Sinnwandel in der neuesten Entwicklung der Strafe. In: Festschrift für Eduard Kohlrausch. 1944, S. 24–43.
- Strafverfahrensrecht. Berlin, Heidelberg 1947.

### Über Franz Exner
- Edmund Mezger: Exner, Franz. In: Neue Deutsche Biographie (NDB). Band 4, Duncker & Humblot, Berlin 1959, ISBN 3-428-00185-0, S. 700 (Digitalisat).
- Karl Peters: Franz Exner. In: Ferdinand Elsener (Hrsg.): Lebensbilder zur Geschichte der Tübinger Juristenfakultät. Tübingen 1977, S. 153–164.
- Ina Pfennig: Kriminalbiologie im Nationalsozialismus – Das Beispiel Franz Exner. In: Hermann Nehlsen, Georg Brun (Hrsg.): Münchner rechtshistorische Studien zum Nationalsozialismus. Frankfurt am Main, Berlin, Bern, New York, Paris, Wien 1996, S. 225–255. ISBN 978-3-631-30988-9.
- Sebastian Scheerer, Doris Lorenz: Zum 125. Geburtstag von Franz Exner (1881–1947). In: Monatsschrift für Kriminologie und Strafrechtsreform. 89, 2006, S. 436–454.
- Andrea Elisabeth Sebald: Der Kriminalbiologe Franz Exner (1881–1947). Gratwanderung eines Wissenschaftlers durch die Zeit des Nationalsozialismus. Frankfurt am Main 2008, ISBN 978-3-631-57975-6.
- Walter Fuchs: Franz Exner (1881–1947) und das Gemeinschaftsfremdengesetz. Zum Barbarisierungspotenzial moderner Kriminalwissenschaft. Lit, Berlin 2009, ISBN 978-3-8258-1990-3.
- Thorsten Kruwinnus: Das enge und das weite Verständnis der Kriminalsoziologie bei Franz Exner. Eine vergleichend-werkimmanente Vorstudie. Lit, Berlin 2009, ISBN 978-3-643-10162-4.
- Doris Lorenz, 145 Jahre Exnerei: Familie und Leben des Strafrechtlers und Kriminologen Franz Exner (1881-1947) ; eine biographische Skizze (Universität Hamburg, Dissertation (2013))

### Zur Geschichte der Kriminologie und zur Strafrechtsgeschichte
- Eberhard Schmidt: Einführung in die Geschichte der deutschen Strafrechtspflege. 3. Auflage (2. unveränderter Nachdruck), Göttingen 1995, ISBN 978-3-525-18101-0
- Franz Streng: Der Beitrag der Kriminologie zu Entstehung und Rechtfertigung staatlichen Unrechts im Dritten Reich. In: Monatsschrift für Kriminologie und Strafrechtsreform. 76, 1993, S. 141–168.
- Richard F. Wetzell: Inventing the Criminal. A History of German Criminology 1880–1945. Chapel Hill, London 2000, ISBN 0-8078-2535-2
- Imanuel Baumann: Dem Verbrechen auf der Spur. Eine Geschichte der Kriminologie und Kriminalpolitik in Deutschland 1880–1980. Göttingen 2006, insbesondere S. 55–113, ISBN 978-3-8353-0008-8